# Longueval
Longueval – miejscowość i gmina we Francji, w regionie Hauts-de-France, w departamencie Somma.
Według danych na rok 2011 gminę zamieszkiwało 281 osób, a gęstość zaludnienia wynosiła 33 osoby/km² (wśród 2293 gmin Pikardii Longueval plasuje się na 762. miejscu pod względem liczby ludności, natomiast pod względem powierzchni na miejscu 569.).